# 1970 en santé et médecine
| Années de la santé et de la médecine : 1967 - 1968 - 1969 - 1970 - 1971 - 1972 - 1973    |
| Décennies de la santé et de la médecine : 1940 - 1950 - 1960 - 1970 - 1980 - 1990 - 2000 |

Cet article présente les faits marquants de l'année 1970 en santé et médecine.

## Événements
- Prix Nobel de physiologie ou médecine : Bernard Katz, Ulf von Euler et Julius Axelrod pour « leurs découvertes concernant les transmetteurs humoraux dans les terminaisons nerveuses et les mécanismes de leur stockage, relargage et inactivation ».

## Naissances
- février 1970 : Suraya Dalil, médecin et femme politique afghane.

## Décès
- Arturo Rosenblueth (né en 1900), physicien et physiologiste mexicain.